# إدوارد إم. هنتر
إدوارد إم. هنتر هو محامي وسياسي أمريكي، ولد في 19 فبراير 1826، وتوفي في 13 سبتمبر 1878. انتخب عضو مجلس ولاية ويسكونسن ‏.